# 堡集镇
堡集镇是中国山东省滨州市滨城区下辖的一个镇。

## 行政区划
堡集镇下辖堡集村、小王村、陈家村、孙家村、河西董村、朱家口村、河西褚村、吉赵家村、前代村、小田家村、后代村、曹家桥村、河西姜村、高北营村、肖家村、吉家村、龙王庙村、堤西李村、河西马村、瓦屋聂村、石碾底村、双庙村、牟家庙村、杜家庄村、封杨家村、北纸坊村、候家园村、河西宗村、北杨村、吝家湾村、金星庙村、后尹前村、大营胡村、大营兰村、大营冯村、大营刘村、大王家村、堤上胡村、北常村、孙集村、西丛家村、前苏家洼村、后苏家洼村、汲湾村、前尹村、小卢家村、大卢家村、高家庙村、西小李村、中尹家村、后尹后村、正杨后村、吕家桥村、张铁匠村、高家湾村、后韩村、前韩村、南常村、河南郑村、芦草王村、白家墩村、郎中河村、郭家口村、刘甄家村、石家村、候玉玺村、河东付村、刘集村、于潮家村、河东朱村、王立平村、王素先村、河东李村、于窑家村、西国家村、李潮岗村、正杨前村。